# Katastrofa lotu Comair 3272
Katastrofa lotu Comair 3272 – katastrofa lotnicza, która wydarzyła się 9 stycznia 1997 roku w amerykańskim mieście Monroe, w stanie Michigan. Samolot Embraer 120 Brasilia amerykańskich regionalnych linii Comair rozbił się w złej pogodzie - zginęło 29 osób - wszyscy na pokładzie. 

## Wypadek
Samolot leciał z lotniska w Cincinnati do Detroit. Lot przebiegał normalnie. Podczas podejścia kontroler kazał załodze zmniejszyć prędkość do 150 węzłów. Chwilę później włączył się alarm informujący, że samolot niedługo przeciągnie. Nagle samolot przechylił się o 45 stopni w prawo, a następnie o 90 stopni. Maszyna zaczęła gwałtownie nurkować. Samolot opadał z prędkością 100 metrów na sekundę, wreszcie roztrzaskał się o ziemię. Wszyscy na pokładzie zginęli - 29 osób.

## Dochodzenie i przyczyna
Wypadek zbadała Narodowa Rada Bezpieczeństwa Transportu (NTSB). Początkowo założono, że katastrofę spowodował wlot w turbulencję zaskrzydłową za lecącym parę kilometrów dalej Airbusem linii American Airlines. Inną możliwą przyczyną było oblodzenie skrzydeł, co wykazało śledztwo. Tak samo rozbił się lot American Eagle 4184, ponieważ piloci nie uruchomili odladzaczy. Ustalono, że zalecenia serwisowe Embraera i linii Comair różniły się. Według Embraera odladzacze trzeba było włączyć, gdy tylko zobaczy się jakąkolwiek ilość lodu, a według Comair trzeba było je włączyć, gdy nagromadzi się 6-milimetrowa warstwa.

## W kulturze popularnej
Katastrofę lotu Comair 3272 udokumentowano w 2 odcinku 17. serii kanadyjskiego serialu "Katastrofa w przestworzach" pod tytułem "Brak procedur" (tytuł oryg. Deadly Myth).